# Inheemse volken van Taiwan

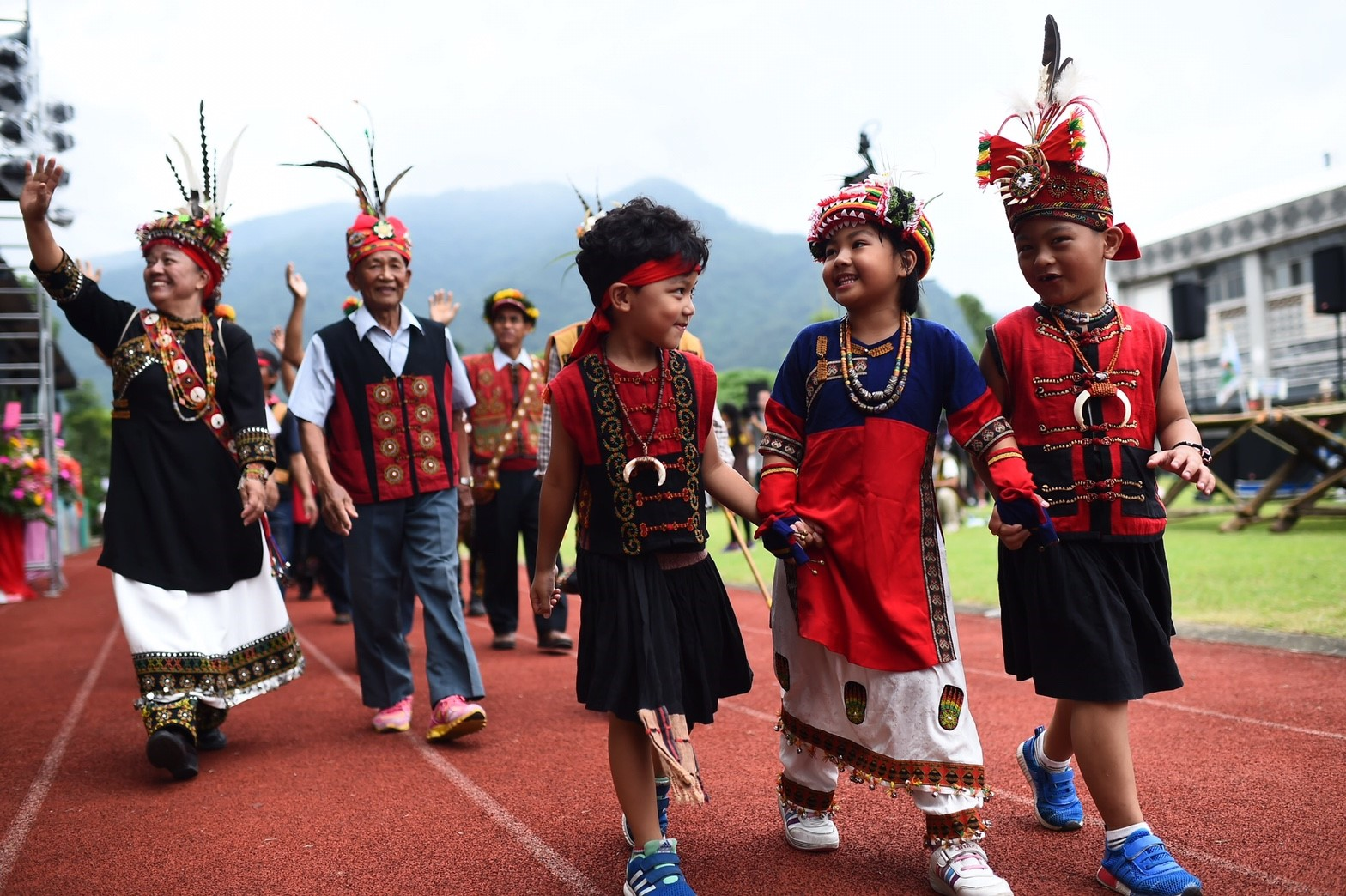
De Taiwanese inheemse volken

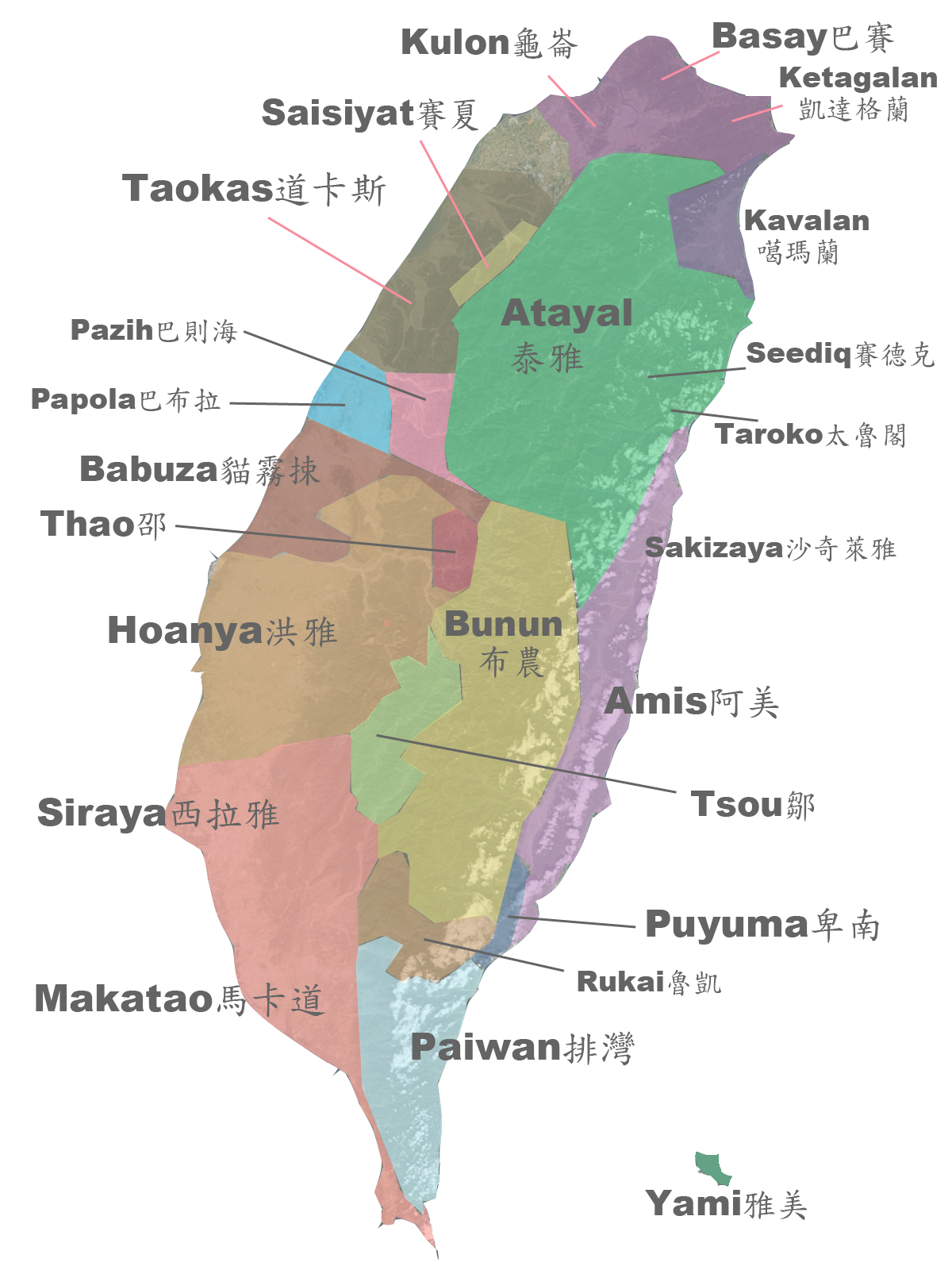
Jiaxiang van de verschillende stammen

De inheemse volken van Taiwan zijn de oorspronkelijke bewoners van het eiland Taiwan, de volkeren die er al woonden voor de Han-Chinezen naar het eiland kwamen. Zij zijn niet verwant aan de Han, maar aan andere Austronesische volkeren. Er wordt aangenomen dat de inheemse volken van Taiwan oorspronkelijk uit Zuid-China kwamen, en vervolgens vanuit Taiwan zich over de andere eilanden in Zuidoost-Azië hebben verspreid. 
De inheemse volken woonden aanvankelijk aan de kust, waar het land goed bewoonbaar is, maar toen er steeds meer Chinezen naar Taiwan kwamen, trokken de inheemse volken steeds meer het binnenland in, om in de meer onherbergzame bergen te gaan wonen.
Er zijn zestien door de regering van Taiwan erkende inheemse stammen:
- Ami ('Amis, Amis, Pangcah) (阿美)
- Atayal (Tayal, Tayan) (泰雅)
- Taroko (Truku) (太魯閣)
- Bunun (布農)
- Kavalan (噶瑪蘭)
- Paiwan (排灣)
- Puyuma (卑南)
- Rukai (魯凱)
- Saisiyat (Saisiat) (賽夏)
- Tsou (Cou) (鄒)
- Thao (邵)
- Yami (Tao) (雅美/達悟)
- Seediq
- Sakizaya
- Kanakanavu
- Saaroa

De inheemse volken worden gezien als een van de 56 officiële etnische groepen van de Volksrepubliek China, omdat de Volksrepubliek het eiland Taiwan als hun provincie ziet.
De Taiwanese inheemse volken spreken Austronesische talen. Dit zijn de enige talen van deze groep die niet tot de Malayo-Polynesische talen behoren. Dat komt erop neer dat ze twintig van de 1268 Austronesische talen spreken, maar deze twintig talen vormen wel elf van de twaalf takken van deze familie. Vroeger werden deze talen samen Formosaanse talen genoemd, doch thans bevat deze tak nog maar twee talen. Het Yami is hierop een uitzondering, het is namelijk de enige Malayo-Polynesische taal in Taiwan en met deze taal spreken de Taiwanese inheemse volken dus 21 talen. Dit is een aanwijzing dat Formosa de bakermat van de Austronesische talen was en dat de grote expansie van deze talen in waarschijnlijk vanaf Formosa is begonnen. Dit is te vergelijken met het feit dat Engels een wereldtaal is maar de meeste aan het Engels gerelateerde talen in een relatief klein gebied in Noordwest-Europa gesproken worden, of het feit dat de meeste aan de Bantoetalen verwante talen in een relatief klein gebied in West-Afrika gesproken worden.